# Sublimare (psihologie)
În psihologie, sublimarea este un tip de mecanism defensiv⁠(d) în care pulsiuni⁠(d) inacceptabile în mediul social sunt transformate în acțiuni sau comportamente acceptabile social. Sigmund Freud a definit sublimarea pentru prima dată în 1905, în lucrarea Drei Abhandlungen zur Sexualtheorie (Trei eseuri privind teoria sexualității), pentru a avea în vedere un tip particular de activitate umană (creația literară, artistică și intelectuală), fără un raport aparent cu sexualitatea, extrăgându-și forța din pulsiunea sexuală. După Freud, o pulsiune este sublimare în măsura în care este redirecționată către un nou scop non-sexual și care vizează obiecte valorizate social. Înscriindu-se între strategiile defensive ale eului, psihanaliza afirmă că este vorba de un procedeu folosit de o persoană pentru a deturna energia sexuală (uneori agresivă) de la scopul său primar și a o angaja într-un nou sistem de investire. Dar față de celelalte mecanisme defensive, sublimarea se diferențiază prin faptul că reușește să schimbe scopul și obiectele și ajunge la o veritabilă descărcare a energiilor pulsionale.
În cartea sa The Ego and the Mechanisms of Defence (1938), fiica lui Freud, Anna Freud, a clasat subliminarea ca fiind unul dintre „mecanismele de apărare” majore ale psyche. 